# Кургашлы
Кургашлы (баш. Ҡурғашлы) — деревня в Бурзянском районе Республики Башкортостан Российской Федерации. Входит в состав Байназаровского сельсовета. Стоит на реке Белой (приток Камы).

## История
Статус деревня, сельского населённого пункта, посёлок получил согласно Закону Республики Башкортостан от 20 июля 2005 года N 211-з «О внесении изменений в административно-территориальное устройство Республики Башкортостан в связи с образованием, объединением, упразднением и изменением статуса населенных пунктов, переносом административных центров», ст.1:

6. Изменить статус следующих населенных пунктов, установив тип поселения - деревня:
17) в Бурзянском районе:…

поселка Кургашлы Байназаровского сельсовета

## География

### Географическое положение
Находится на берегу реки Белой.
Расстояние до:
- районного центра (Старосубхангулово): 26 км,
- центра сельсовета (Байназарово): 2 км,
- ближайшей железнодорожной станции (Белорецк): 120 км.

## Население
| 2002 | 2009 | 2010 |
| ---- | ---- | ---- |
| 341  | ↘318 | ↘307 |

Согласно переписи 2002 года, преобладающая национальность — башкиры (99 %).

## Религия
В деревне есть мечеть Нур.